# 仲满
仲满（1983年2月28日—），江苏海安人，中國男子擊劍運動員。他在2008年北京奥运会上夺得了男子佩劍個人金牌，是首位获得击剑奥运冠军的中国男子运动员。

## 主要成績
- 2008年亞洲錦標賽一人囊括团体、个人两枚金牌
- 2008年5月波兰世界杯赛上，先后战胜了雅典奥运会冠军、意大利名将蒙塔诺和奥运会、世锦赛双料亚军匈牙利名将奈姆奇克以及俄罗斯名将亚基缅科，夺得冠军
- 2008年获得奥运男子佩劍個人金牌
- 2009年第十一屆全運會代表江蘇奪得男子團體佩劍金牌。

## 軼事
仲滿在2009年夏季世界大學生運動會開幕前曾表示：「奧運冠軍來了也不一定就能拿到大運會冠軍。」。仲滿一語成讖，在當屆夏季世界大學運動會男子個人軍刀半決賽，輸給隊友王敬之，後者最終奪冠。